# سيباستيان إغورين
سيباستيان إغورين (بالإسبانية: Sebastián Eguren) (مواليد 8 يناير 1981 في مونتيفيديو - الأوروغواي) لاعب كرة قدم أوروغواياني، يلعب حاليا لصالح نادي الدرجة الأولى فياريال الإسباني منذ 2008 في مركز الوسط المدافع، كما يجيد اللعب في مركز الوسط المهاجم.

## عنه
(سباستيان إيجورين) هو لاعب دولي، يعد أحد أبرز لاعبي خط الوسط في أوروجواي في القرن الحالي، حيث ارتدى قميص منتخب بلاده في 54 مباراة دولية خلال الفترة من 2001 وحتى 2013 وفاز معه ببطولة كوبا أميركا عام 2011 بينما استمرت مسيرته على صعيد الأندية حتى عام 2016، وهو العام الذي شهد اعتزاله بدأ إيجورين مشواره الكروي في نادي مونتيفيديو واندررز عام 1999 قبل أن ينتقل إلى نادي دانوبيو في موسم 2002 ليبدأ مشواره الكروي الحقيقي بالانتقال إلى نادي ناسيونال مهد مدربه ورئيسه لاسارتي ثم خاض عام 2005 أولى محطاته الاحترافية في أوروبا بالانتقال إلى نادي نادي روسنبورج النرويجي ثم هاماربي السويدي لتشهد ستوكهولم العاصمة السويدية نقلة في حياة مدرب الأهلي المصري الشاب تزوج إيجورين بسويدية، حيث نال الجنسية السويدية، ليصبح لاعبًا غير أجنبي في الأندية الأوروبية، لينقل اللاعب الذي ارتدي رقم 8 إلى أندية أهم، فياريال وسبورتنج خيخون الإسبانيين، آيك أثينا اليوناني، في 2013 كانت نقلة أخري في تاريخ إيجورين بالانتقال إلى بالميراس البرازيلي ثم منه إلى أتليتيكو كولون الأرجنتيني في 2014 قبل أن يعود إلى ي أوروجواي في 2015 ويختتم مشواره الكوري بنادي ناسيونال تحت قيادة (لاسارتي ليحصل) على ثقته عقب اعتزاله اللعب مباشرة، ليكون مساعده في فريق ناسيونال قبل قدومه للأهلي المصري وبحسب مصدر في الأهلي فإن إيجورين هو شريك لاسارتي يلعب دوراً رئيسياً معه ويعمل بشكل وثيق في التدريب وهو المسؤول عن العلاقات اليومية مع اللاعبين والرابط بين المدير الفنيى واللاعبين وعلى دراية كاملة بالأمور الفنية والتكتيكية واحتياجات اللاعبين ويتعامل مع القضايا التي لا ترتبط ارتباطاً وثيقاً بكرة القدم، ويحافظ على حوار دائم وباقي أفراد الطاقم الفني والمسئول عن التقارير الفنية حول الفريق ككل والمستبعدين ويستمع إليه لاسارتي باستمرار.

## وصلات خارجية
- سيباستيان إغورين على موقع الاتحاد الدولي (مؤرشف)  (الإنجليزية)
- سيباستيان إغورين على موقع قاعدة بيانات كرة القدم.إي يو (الإنجليزية)
- سيباستيان إغورين على موقع بيانات كرة القدم. دي إي (الألمانية)
- سيباستيان إغورين على موقع ناشيونال فوتبول تيمز (الإنجليزية)
- سيباستيان إغورين على موقع Soccerway.com (الإنجليزية)
- سيباستيان إغورين على موقع عالم كرة القدم.نت (الإنجليزية)
- سيباستيان إغورين على موقع AS.com (الإسبانية)